# 陸仲漁
陸仲漁（1880年代—？），日本侵華戰爭期間曾任親日政權浙江長興縣縣長。

## 生平
1939年《勝利》週刊第四十九號（十月十四日）《漢奸成份之分析》一文稱陸仲漁時年五十四歲。
早年爲日本留學生，懂日語。1937年日軍佔領吳興，後組織維持會，陸仲漁擔任翻譯員。後任親日政權長興縣縣長。
據冯安琪《忆周恩来在天目山》一文，陆仲渔的女兒曾就讀於浙西临时一中，聽了周恩來報告後在《民族日報》登報與父親脫離父女關係。